# Segona República Espanyola
La Segona República Espanyola fou el règim polític democràtic que va existir a Espanya entre el 14 d'abril de 1931 (data de la proclamació de la República, en substitució de la monarquia d'Alfons XIII i el sistema de la Restauració) i l'1 d'abril de 1939 (final de la Guerra Civil espanyola i que va donar pas a la dictadura colpista del general Franco). El numeral “segona” s'utilitza per a diferenciar-la del període republicà que hi va haver entre 1873 i 1874, conegut com la Primera República Espanyola.
L'evolució política de la Segona República consta de quatre etapes en la fase de pau: el govern provisional (de l'abril al desembre de 1931), que va convocar unes eleccions generals i la consegüent aprovació de la Constitució espanyola de 1931. En segon lloc, i ja plenament de manera democràtica apareix l'anomenat bienni reformista (1931 - 1933), durant el qual el govern republicà socialista de Manuel Azaña va dur a terme diverses reformes que pretenien reformar l'estat. Seguidament, vingué el bienni conservador (1933 - 1935), també conegut com el Bienni Negre, en el qual el govern del Partit Republicà Radical d'Alejandro Lerroux, recolzat des del parlament per la dreta catòlica de la CEDA, va intentar frenar les reformes iniciades pel govern anterior. L'última etapa republicana prèvia a l'inici de la Guerra Civil fou l'anomenat Front Popular, coalició d'esquerres que va guanyar les eleccions del febrer de 1936 i que es mantingué fins a l'esclat del cop d'estat del 18 de juliol del 36.
Durant la guerra, el govern de la República tingué tres presidents diversos: José Giral (de juliol a setembre de 1936), tot i que el poder real quedà en mans dels comitès de guerra, Francisco Largo Caballero líder de la UGT i l'últim fou el també socialista Juan Negrín López. Les institucions de la República es van mantenir en l'exili.

## De la monarquia d'Alfons XIII a la proclamació de la República
La crisi del sistema de la Restauració borbònica (alternança fraudulenta del partit Conservador i del Liberal) i la gran inestabilitat política (tretze governs diferents entre 1917 i 1923), propiciaren que el general Primo de Rivera, amb el consentiment del monarca Alfons XIII, donés un cop d'estat que inicià una dictadura (1923-1930).
Tanmateix, Primo de Rivera no solucionà la greu crisi econòmica i social i, a més, generà enfrontaments amb l'exèrcit. L'augment del deute públic i la davallada de la cotització de la pesseta, juntament amb l'oposició generalitzada d'amplis sectors de la societat, inclosos els militars, feren caure el govern l'any 1929 i obligaren el dictador a exiliar-se l'any següent.
El general Berenguer, i després el govern de l'almirall Aznar, intentaren formar un gabinet de concentració dinàstica. La legitimació de la continuïtat monàrquica la va plantejar el govern Aznar mitjançant un complex procés electoral en el qual se succeïen eleccions municipals, provincials i estatals. Sense voler-ho, les eleccions municipals convocades per l'abril de 1931 es convertiren en un plebiscit sobre l'acceptació o no de la monarquia.
Com que els polítics monàrquics no oferien un projecte real de participació democràtica, el procés constituent es veia de manera forçosa lligat a la causa republicana, esperonat pels afusellaments dels herois de Jaca, acte d'una forta vinculació emocional, a més, la creixent oposició de les forces republicanes -pacte de Sant Sebastià- impedien la tornada al model de l'alternança pactada i fraudulenta.
A principi de 1931, torna a Catalunya Francesc Macià, exiliat a França durant la dictadura, que havia intentat una invasió per instaurar la República Catalana. Macià és acollit com un heroi, com l'home més popular de Catalunya, havia esdevingut un mite, un home carismàtic, pel seu idealisme i per la seva irreductible defensa dels drets de Catalunya. Era ja l’“Avi”. Al país, la monarquia només tenia el suport de la Lliga Regionalista, molt debilitada pels resultats electorals.

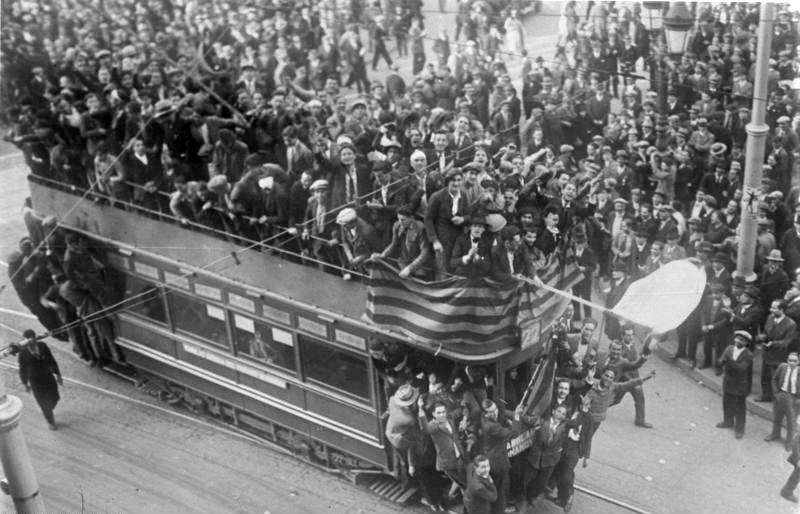
Manifestacions d'alegria popular a Barcelona per la proclamació de la Segona República Espanyola

A tot Espanya guanyen les esquerres. Per a sorpresa de la majoria, els resultats electorals del 12 d'abril van mostrar que les ciutats espanyoles més importants s'havien pronunciat a favor dels partidaris de la República. A Catalunya, ho fa Esquerra Republicana de Catalunya, un partit creat tres mesos abans a partir de la fusió entre Estat Català, el Partit Republicà Català (1917-1931) i el grup afí a la publicació de l’Opinió. La petita burgesia i la immensa majoria dels treballadors havien votat a favor de la República per recuperar les llibertats públiques i sindicals.
Malgrat els resultats electorals, no era previsible un canvi de règim immediat. La majoria electoral era encara dinàstica en els petits municipis, però la classe treballadora, el dia 14 d'abril, estava disposada a acabar allò que havia iniciat, i les dues poblacions que primer van proclamar la República van ser Eibar i Barcelona, dues ciutats industrials. A Barcelona, ERC va ser guanyadora en vots i regidors a les quatre províncies catalanes; Lluís Companys proclamà la República Catalana, hissant la bandera republicana i Francesc Macià es dirigí, poc després, a l'actual palau de la Generalitat de Catalunya, a l'altra banda de la plaça, i proclamà la República Catalana dins la República Federal Espanyola. L'escriptor Toribio Echeverría explicà la proclamació de la Segona República a Eibar d'aquesta manera:
| « | ...y antes de las seis de la mañana habíase congregado el pueblo en la plaza que se iba a llamar de la República, y los concejales electos del domingo, por su parte, habiéndose presentado en la Casa Consistorial con la intención de hacer valer su investidura desde aquel instante, se constituyeron en sesión solemne, acordando por unanimidad proclamar la República. Acto seguido fue izada la bandera tricolor en el balcón central del ayuntamiento, y Juan de los Toyos dio cuenta desde él al pueblo congregado, que a partir de aquella hora los españoles estábamos viviendo en República. | » |

El rei no vol abdicar. Però, el comitè revolucionari proclama el govern provisional, el cap del qual, Niceto Alcalá-Zamora, proclama la II República espanyola des del balcó del Ministeri de Governació. Aquell mateix dia, Alfons XIII marxa de Madrid amb cotxe en direcció a Cartagena. Allà s'embarca en un vaixell que el porta a Marsella. La seva família abandona l'estat sense que es produeixi cap acte violent en contra seva.

## La Segona República en temps de pau (1931-1936)

República Espanyola per Teodor Andreu (1931)

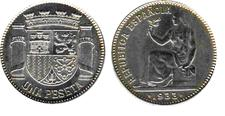
Moneda d'una pesseta en temps de la República

El context internacional en què naixia la jove República era advers en l'àmbit econòmic i polític. La crisi econòmica mundial s'havia iniciat amb el crac del 29 i el model democràtic estava en retrocés a Europa: Àustria tenia un govern parafeixista, Alemanya estava a punt de ser governada per Adolf Hitler i a Itàlia ja tenia en el poder Mussolini. Ras i curt, la societat europea dels anys 30 del segle xx assistia a una bipolarització entre feixisme i socialisme.
Els períodes que viurà la República són:
1. El govern provisional (1931).
2. El «Bienni Reformista», proposta de dur a terme la política d'esquerres.
3. El «Bienni Negre», govern de la CEDA amb l'objectiu de desmantellar l'obra del bienni anterior.
4. El Front Popular.

### El govern provisional (1931)
El govern provisional de la Segona República espanyola va exercir el poder polític a Espanya des de la proclamació de la República el 14 d'abril de 1931 fins a l'aprovació el 9 de desembre de la Constitució espanyola de 1931 i la formació del primer govern ordinari el 15 de desembre de 1931. Fins al 15 d'octubre de 1931, el govern provisional va estar presidit per Niceto Alcalá-Zamora; després de la seva dimissió, fou substituït per Manuel Azaña.
Cal tenir en compte que la coalició republicanosocialista arribava al poder en un moment complicat, ja que en l'àmbit internacional, sobretot a Europa i als Estats Units, s'estava vivint una dura crisi econòmica coneguda com la Gran Depressió, produïda pel crac del 29. Tot i que va afectar d'una manera molt més lleu, a Espanya també es van notar els efectes d'aquesta devastadora crisi, sobretot en el sector de la construcció i les petites indústries complementàries; i comportà un augment de l'atur. Aquesta situació anava acompanyada d'un sentiment contradictori d'esperança i bones expectatives pel canvi polític que s'estava produint.

#### Política d'ordre públic
El 15 d'abril la Gaceta de Madrid publica un decret que fixa l'Estatut jurídic del Govern Provisional, norma legal superior per la qual es va regir el govern provisional fins a l'aprovació de la nova Constitució, en què s'autoproclama com a "govern de ple poder". Hi ha un aspecte polèmic en aquest estatut i és la contradicció que s'observa en la qüestió de les llibertats i els drets dels ciutadans, ja que el seu reconeixement va acompanyat de la possibilitat de la seva supressió per part del govern, sense intervenció judicial "si la salut de la República, a judici del govern, ho reclama". Aquesta política contradictòria de la República respecte a l'ordre públic va culminar amb l'aprovació per les corts constituents de la Llei de Defensa de la República el 21 d'octubre de 1931, ja que va dotar el govern provisional d'un instrument d'excepció al marge dels tribunals de justícia per actuar contra els que cometessin "actes d'agressió contra la República".

#### La qüestió «regional»
El problema més complex que va haver d'afrontar el govern provisional fou la proclamació de la República Catalana per Francesc Macià a Barcelona el mateix 14 d'abril. Tres dies després, tres ministres del govern provisional s'entrevistaven a Barcelona amb Francesc Macià i arribaren a un acord pel qual Esquerra Republicana de Catalunya renunciava a la República Catalana a canvi del compromís del govern provisional de presentar a les futures corts constituents l'Estatut d'Autonomia que decidís Catalunya, prèviament aprovat per l'Assemblea d'Ajuntaments catalans, i del reconeixement del govern català que deixaria d'anomenar-se Consell de Govern de la República Catalana per prendre el nom de Govern de la Generalitat de Catalunya, recuperant així "el nom de gloriosa tradició" de la centenària institució del Principat, que fou abolida per Felip V amb el Decret de Nova Planta el 1714. El projecte d'Estatut de Catalunya, anomenat Estatut de Núria, va ser aprovat per una àmplia majoria en el referèndum del 3 d'agost. Però, sobrepassava les competències que permetia la Constitució, així com establia una denominació que no va agradar al govern provisional (model federal d'estat).
En el cas del País Basc, el procés per aconseguir l'Estatut d'Autonomia es va iniciar simultàniament al català. Una assemblea dels ajuntaments bascos i navarresos es van reunir a Estella el 14 de juny per aprovar un Estatut que es basava a restablir els furs bascos, abolits per la llei de 1839. L'Estatut d'Estella va ser presentat el 22 de setembre de 1931 a les corts constituents, però van sorgir diverses problemàtiques fruit de la seva concepció federalista i per la declaració de confessionalitat de l'estat Basc.

#### La qüestió religiosa
Les primeres decisions del govern provisional sobre la secularització de l'estat van ser molt moderades. En l'article 3r de l'Estatut jurídic del govern provisional, es proclama la llibertat de culte, a partir del qual el dia 6 de maig de 1931 es declara voluntària l'ensenyança religiosa. Una gran part de la jerarquia eclesiàstica espanyola estava en contra d'aquestes mesures i predicaven que la República suposava una pèrdua de moral i integritat; és destacable la disputa entre el cardenal de Toledo Pedro Segura i el govern provisional.
Pocs dies més tard, es va produir l'anomenada crema de convents de 1931, onada de violència contra institucions de l'Església catòlica, principalment, ocorreguda entre els dies 10 i 13 de maig de 1931 a Espanya. Els avalots van començar a Madrid durant la inauguració del Cercle Monàrquic, destinat a organitzar els lleials a Alfons XIII contra la recentment declarada Segona República espanyola, i ràpidament es van estendre per altres ciutats del sud i l'est peninsular. El govern provisional no va voler actuar davant la crema de convents, ja que no volien enfrontar-se amb els revoltats, però la situació arribà a un punt límit i el govern es va veure obligat a declarar l'estat de guerra a Madrid, fet que va aturar els aldarulls a la capital però no va poder frenar la seva expansió cap a altres ciutats. Van acabar cremant al voltant de 100 edificis religiosos.
La resposta del govern provisional va ser la suspensió del diari catòlic El Debate i del monàrquic ABC, a més de l'expulsió d'Espanya el bisbe integrista de Vitòria, que no va voler suspendre un viatge pastoral a Bilbao que podia provocar enfrontaments entre les diverses posicions respecte a la qüestió religiosa. També va aprovar algunes mesures per separar l'Església de l'estat, com la retirada de crucifixos de les aules on hi hagués alumnes que no rebessin una ensenyança religiosa.
L'Església catòlica va criticar totes aquestes mesures laiques, però fou en va. En aquest àmbit, destaquem els conflictes entre el govern i el cardenal Segura. Finalment, el govern provisional publicava, amb data del 20 d'agost, un decret en el qual se suspenien les facultats de venda i alienació dels béns i drets de tota mena de l'Església catòlica i dels ordes religiosos.

#### La qüestió militar
Els dos objectius de la reforma militar de Manuel Azaña eren, per una banda, intentar aconseguir un exèrcit més modern i eficaç, i per altra banda subordinar el poder militar al poder civil. Un dels seus primers decrets, el del 22 d'abril, obligava els caps i oficials a prometre fidelitat a la República. L'exèrcit tenia un excés en el nombre d'oficials, caps i generals; per aquest motiu, el govern, amb una proposta d'Azaña, va aprovar el 25 d'abril de 1931 un decret de retirs extraordinaris, en els quals s'oferia als oficials de l'exèrcit que ho sol·licitessin la possibilitat d'apartar-se voluntàriament del servei actiu amb la totalitat del sou. L'adhesió hi fou massiva; gràcies a això, es va poder reorganitzar l'exèrcit. Un dels altres aspectes que va abordar aquesta reforma militar fou el problema dels ascensos, elaborant un decret que anul·lava la majoria dels ascensos produïts durant la Dictadura, fet que va provocar un retrocés en molts dels oficials. La reforma fou durament combatuda des dels mitjans polítics conservadors i pels òrgans d'expressió militars.
Un dels altres aspectes que pretenia millorar la reforma militar de Manuel Azaña era civilitzar la vida política, aturant l'intervencionisme militar; es va derogar la Llei de jurisdiccions de 1906. Tot i això, el poder militar va continuar ocupant una bona part dels òrgans de l'administració de l'estat relacionats amb l'ordre públic.

#### La qüestió agrària
Un dels problemes més urgents que va haver de resoldre el govern provisional a la primavera de 1931 fou la greu situació que estaven patint els jornalers, sobretot a Andalusia i Extremadura, on l'hivern anterior havia superat els 100.000 aturats i els abusos en la contractació i els salaris baixos els mantenien en la misèria. Per tal de solucionar aquest problema, el govern, a proposta del ministre de Treball Francisco Largo Caballero, va aprovar set decrets agraris que tingueren un enorme impacte, especialment el decret de termes municipals, que proporcionava als sindicats un major control del mercat de treball en impedir la contractació de jornalers de fora del municipi fins que no tinguessin feina els de la mateixa localitat. A més, el decret estipulava la creació de jurats mixtos, organismes formats per 6 patrons, 6 obrers i un secretari, per tal de regular les condicions de treball en el camp.
Com era d'esperar, l'aplicació dels decrets agraris va topar amb l'oposició dels propietaris, que van recolzar-se en els ajuntaments, molts amb forta presència monàrquica, per enfrontar-se als representants de la Federación Nacional de Trabajadores de la Tierra d'UGT i les Casas del Pueblo socialistes.

#### La qüestió social
Largo Caballero també va emprendre una reforma de les relacions laborals, que consistia a crear un marc legal que les reglamentés, i consolidés el poder dels sindicats, especialment de la UGT, en la negociació dels contractes de treball i en la vigilància del seu compliment.
Les dues peces bàsiques del projecte foren la Llei de contractes de treball i la de jurats mixtos, aprovades ambdues sota la presidència de Manuel Azaña. La Llei de contractes de treball regulava els convenis col·lectius i dictaminava les condicions de suspensió i rescissió de contractes. Establia el dret a vacances pagades i protegia el dret de vaga, que sota algunes causes no podia ser motiu d'acomiadament. La Llei de jurats mixtos estenia el sistema a la indústria i els serveis.
El govern provisional esperava que amb aquestes mesures es reduís el nombre de vagues, però la pau social no es va produir, ja que la incidència de la recessió econòmica era molt gran, sumada al fet que la CNT es va oposar radicalment a les dues lleis i va llençar-se a l'acció directa per aconseguir per altres mitjans la negociació laboral.

#### La qüestió de la dona
L'any 1931 la Constitució Republicana va declarar la igualtat legal entre els dos sexes, és a dir, va posar fi a la subordinació de les dones.
Però durant el primer terç del segle xx les dones ja havien començat a intervenir amb força en la vida política, social i laboral. Les dones patien uns desavantatges molt grans, les dones casades encara més que les solteres, ja que aquestes en tenir 23 anys podien gaudir d'alguns dels drets dels homes (com per exemple, signar contractes i muntar negocis), però es trobaven totalment excloses de funcions com votar o ser escollides per càrrecs públics. Per una altra banda, en aquell moment, en la majoria de regions espanyoles, les dones, en casar-se, perdien la majoria de drets legals i passaven a dependre totalment de les decisions del seu marit, necessitaven permís d'ell per prendre tot tipus de decisions com per exemple: fer negocis, vendre o hipotecar la propietat que ella havia aportat al matrimoni i tampoc podia per ella mateixa acceptar o rebutjar una herència. El codi civil establia que les dones havien d'obeir l'home i castigava la desobediència amb penes de presó. A més, les dones havien de viure amb el marit i no podien abandonar la llar sense el seu permís.
Catalunya, en aquell moment, va ser l'excepció perquè segons el dret català cada cònjuge conservava la propietat de tots els seus béns després de contraure matrimoni, cosa que com hem vist no era gens fàcil de trobar. Les prescripcions morals i socials no ajudaven a les dones sinó que es veien perjudicades pels valors que els imposaven. Recloïen la dona a la llar i li atorgaven com a missió principal a la vida ser bona esposa i bona mare. Per això l'ideal de les dones de classes mitjana i alta era fer un bon matrimoni que les alliberés del treball remunerat. Només entre les classes populars les dones solien treballar en cas de necessitat.. Durant el segle xix i al començament del XX el moviment feminista a Espanya no va tenir molta transcendència, a diferència de la majoria dels països desenvolupats d'Europa. Al principi es va centrar més en reivindicacions de tipus social, com el dret a l'educació o el treball, que en les demandes d'igualtat política, sufragi femení.

### El bienni reformista (1931-1933)
El 28 de juny se celebren eleccions a les corts constituents, de nou amb victòria aclaparadora de les esquerres. Abans d'acabar l'any, el 14 d'octubre, Alcalá-Zamora dimiteix com a president del govern perquè al Parlament hi ha massa posicions laiques i reformistes per a un centrista com ell (conserva, però, la presidència de la República), i n'assumeix el càrrec Manuel Azaña, fins aleshores ministre de la Guerra.
El govern aprova la Constitució de la República el 10 de desembre de 1931. Pocs dies després, el 16, Azaña forma un govern estable que donarà lloc a l'anomenat bienni socialazañista.
La primera legislatura republicana, presidida per Manuel Azaña, no va satisfer ningú: les reformes realitzades o previstes van exasperar l'Església catòlica (ja que el govern prohibia l'ensenyament als religiosos i extingia la Companyia de Jesús), als terratinents i bona part dels militars, mentre que, a l'altre extrem, els anarquistes les van considerar insuficients. En aquest context, les mostres de rebuig a la República seran constants.
L'obra del primer govern voldrà ser reformista i centrada en diversos punts:
- Reforma religiosa: es va buscar la reducció del poder de l'Església en tots els àmbits. Es va dissoldre la Companyia de Jesús (i se'n confiscaren els béns), es va aprovar el divorci, el matrimoni civil i la secularització de l'ensenyament i dels cementiris. Més endavant, l'any 1933, es va aprovar la Llei de congregacions; amb aquesta llei, l'estat podia regular i fiscalitzar totes les activitats de l'Església.

- Reforma de l'exèrcit: era necessari professionalitzar l'exèrcit, a més d'assegurar la seva fidelitat a la República; calia allunyar els comandaments més "perillosos" incentivant els retirs voluntaris anticipats. El govern va suprimir les capitanies generals i l'Acadèmia Militar de Saragossa. Al mateix temps, va decidir sotmetre la jurisdicció militar a la civil. Es va crear una nova força policial militaritzada: els guàrdies d'assalt.
- Estatut d'autonomia de Catalunya (1932) (també anomenat Estatut de Núria). A Catalunya, la victòria aclaparadora d'ERC propiciarà la recuperació de la Generalitat i un nou Estatut aprovat per gran majoria del país. Les dones, que no podien votar, sí que varen fer una recollida massiva de signatures per mostrar el seu suport a l'Estatut. El setembre de 1932, les corts republicanes aproven l'Estatut.
- Reforma agrària: l'any 1932 es va aprovar la Llei de reforma agrària. L'objectiu del govern era l'eliminació del latifundisme i la creació d'una classe de petits propietaris, amb la consegüent modernització i millor aprofitament de les terres. La llei establia l'expropiació, sense indemnització, de les terres dels grans d'Espanya i, amb indemnització, de les grans finques no conreades directament pels seus propietaris, les terres deficientment cultivades i les no regades en zones de regadiu. Es va crear l'Institut de Reforma Agrària per portar a terme aquesta reforma. La reforma no va acabar de satisfer ningú. Els propietaris van oposar-se a l'expropiació; els camperols en van criticar la lentitud i l'Institut de Reforma Agrària no disposava de suficient pressupost per a tirar-la endavant.
- Reformes socials, el socialista Largo Caballero, ministre de Treball, va dictar mesures destinades a millorar la situació laboral dels treballadors, tant del proletariat industrial com de la pagesia. Malgrat tot, no va existir un pla eficaç per a combatre l'atur. En l'aspecte social, es va millorar la situació legal de la dona, reformant el codi civil. Els treballadors van veure reduïda la jornada laboral (al camp) i millores en les assegurances socials, però no hi va haver un bon pla per a reduir l'atur. En l'àmbit educatiu els canvis van ser força importants. Es van crear escoles per a la primària, es millorà el sou dels mestres i es va impulsar una renovació pedagògica. Es va suprimir l'obligatorietat de la formació religiosa. Especialment interessant va ser l'experiència de les Missions Pedagògiques, que tenien per finalitat dur la instrucció i la cultura al món rural.

Intentaren reformar l'educació centrant-la en l'ensenyament primari; es crearen les Missions Pedagògiques i es va suprimir l'obligatorietat de la formació religiosa a les escoles.
El govern de Manuel Azaña es va haver d'enfrontar a nombrosos problemes i dificultats. D'una banda, la dreta monàrquica i els sectors més conservadors de la societat espanyola van oposar-se a les reformes agràries, religioses, autonòmiques i socials del govern republicà. L'incident més remarcable és l'intent de cop d'estat de l'estiu de 1932 del general José Sanjurjo, conegut com la Sanjurjada, que fracassa i accelera l'aprovació, el 9 de setembre de l'Estatut d'Autonomia de Catalunya de 1932.
El 1933, Azaña intentà fer un altre govern republicà i socialista, en el qual també hi formés part ERC; fet que motivà que Lluís Companys deixés durant dos mesos la presidència del Parlament, per passar a ser ministre de Marina. Les dificultats també venien des de les posicions més d'esquerres (CNT i FAI), que s'oposaven al reformisme burgès dels republicans i propugnaven una revolució llibertària. La situació convulsa acaba provocant insurreccions i conflictes com els fets de Casas Viejas, que van precipitar la caiguda de Manuel Azaña, les insurreccions de Castilblanco o les de l'Alt Llobregat. El president de la República, Alcalá-Zamora, desfà el govern Azaña per foragitar els socialistes del poder. Diego Martínez Barrio encapçala el nou govern, integrat únicament per republicans, que dissol les corts i convoca eleccions. Les dones, per primer cop, podran votar, i això, segons sembla, afavoreix els partits de centredreta en les eleccions del 19 de novembre següent. Les eleccions són guanyades pel centredreta del Partit Republicà Radical, encapçalat per Alejandro Lerroux. A Catalunya, ERC perd força davant la Lliga Catalana.

### El bienni conservador o bienni negre (1933-1936)

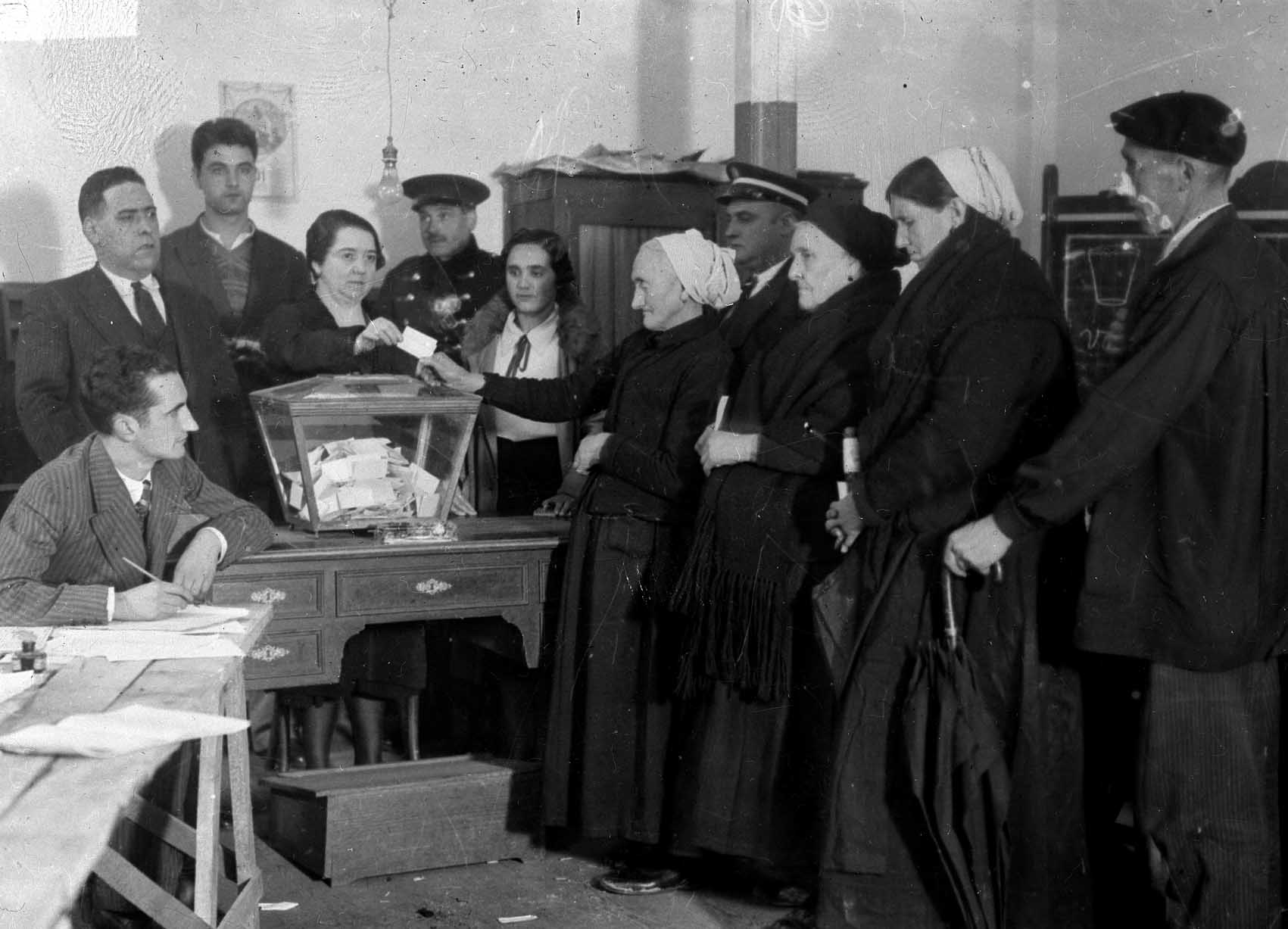
L'any 1933, per primer cop en la història d'Espanya, les dones poden exercir el dret a vot. A la fotografia, imatge d'Eibar, municipi obrer i republicà

A la tardor del 1933, ja eren evidents la crisi de la coalició republicanosocialista i el desgast del govern. El cap del govern, Manuel Azaña, va dimitir i el president de la República, Alcalá Zamora, va dissoldre les corts i va convocar eleccions al novembre.

#### Les eleccions del 1933: el govern de dretes
Les eleccions generals del 1933 es van celebrar el 19 de novembre. Tot i que l'abstenció hi va ser força alta, van ser les primeres en què, en aplicació de la Constitució de 1931, les dones van poder exercir el vot. L'esquerra s'hi va presentar desunida: els republicans i socialistes, enfrontats pels conflictes socials, van presentar candidatures separades; a més, un nombre important d'obrers va optar per l'abstenció a petició de la CNT. La dreta, però, ben al contrari, s'hi va presentar unida i organitzada en moltes circumscripcions. El resultat en va ser la victòria dels partits de centredreta, fet que va inaugurar dos anys de govern conservador, un període que fou anomenat Bienni Negre per les esquerres.
Dues forces polítiques hi van obtenir els millors resultats: el Partit Republicà Radical de Lerroux i la CEDA de Gil-Robles. El president de la República, Alcalá Zamora, temorós davant les pretensions de la CEDA, que amenaçava de reformar la Constitució, va confiar la formació del govern al Partit Republicà Radical. Aquest va constituir un gabinet monocolor que va tenir, però, el suport parlamentari de la CEDA a canvi de la promesa d'una rectificació immediata de les reformes del bienni d'esquerres.

#### La paralització de les reformes
El nou govern presidit per Alejandro Lerroux va iniciar la seva acció paralitzant una gran part la reforma agrària: va fixar la devolució de terres a la noblesa, va anul·lar la cessió de propietats mal conreades i va atorgar la llibertat total de contractació, mesura que va comportar una baixada dels salaris dels jornalers. A més a més, s'enfrontà amb el govern de la Generalitat a causa de la Llei de contractes de conreu aprovada pel Parlament català, la qual garantia als pagesos rabassaires l'accés a la propietat de les terres que treballaven mitjançant el pagament als propietaris d'uns tributs prèviament taxats pel govern. El govern també va intentar contrarestar la reforma religiosa amb l'aprovació d'un pressupost de culte i clero i amb l'inici de negociacions per signar un concordat amb la Santa Seu. Pel que fa a l'exèrcit, es va aprovar una amnistia per als qui s'havien revoltat juntament amb Sanjurjo l'any 1932 i per als col·laboradors de la dictadura de Primo de Rivera. En matèria d'educació, es van respectar els canvis del govern anterior, malgrat que se'n va reduir considerablement el pressupost. Finalment, les corts van paralitzar la discussió del projecte d'Estatut basc, amb la qual cosa el govern central es va guanyar l'enemistat dels nacionalistes bascos.
El gir conservador i l'obstrucció del procés reformista endegat durant el bienni d'esquerres van tenir com a conseqüència una radicalització del PSOE i de la UGT. La seva ala més esquerrana, liderada per Francisco Largo Caballero, va proposar deixar de col·laborar amb les forces burgeses; va propugnar la revolució social i es va apropar així a les posicions anarquistes; a conseqüència d'això, es va produir una proliferació de vagues i conflictes, sobretot l'any 1934.

#### La revolució d'octubre del 1934
Davant la mobilització obrera, la CEDA va reclamar a l'executiu una acció més contundent en matèria d'ordre públic i va exigir participar directament en el govern amb l'amenaça de retirar el suport parlamentari. Lerroux va accedir a aquestes peticions i el 5 d'octubre del 1934 va atorgar tres carteres ministerials al partit de Gil Robles. L'esquerra va interpretar l'entrada de la CEDA al govern com una deriva cap al feixisme.
L'endemà de la formació del nou govern, per iniciativa de la UGT i amb una escassa participació de la CNT, es va dur a terme una vaga general per impedir la consolidació del nou govern. El moviment va fracassar per la manca de coordinació i per la resposta contundent del govern, que va decretar l'estat de guerra, però els esdeveniments van assolir un relleu especialment greu a Astúries i a Catalunya.
A Astúries, els minaires van protagonitzar una revolució social, fruit de l'acord previ entre anarquistes, socialistes i comunistes. Columnes de minaires armats van ocupar els pobles de la conca, van prendre una gran part de les casernes de la guàrdia civil i van substituir els ajuntaments per comitès revolucionaris, que van assumir el proveïment d'aliments, el funcionament dels transports i el subministrament d'aigua i d'electricitat. Els minaires, disposats a defensar la revolució, van posar setge a la ciutat d'Oviedo i van enfrontar-se amb les forces de l'ordre.
Per tal de reprimir la revolta, el govern va enviar-hi des d'Àfrica la legió, comandada pel general Francisco Franco. La resistència es va prolongar durant deu dies, però finalment la revolta va ser vençuda. La repressió va ser molt dura.
A Catalunya, la revolta va obtenir el suport del president de la Generalitat, Lluís Companys, que volia evitar l'entrada de la CEDA en el govern, atès el caràcter clarament antiautonòmic d'aquest partit. El 6 d'octubre, Companys va proclamar la República Catalana dintre de la República Federal espanyola i, alhora, una aliança de partits i de sindicats d'esquerra (PSOE, UGT, Unió de Rabassaires i comunistes) organitzava una vaga general. La negativa de la CNT, que era la força obrera majoritària, a participar en la vaga i l'escàs suport ciutadà van fer fracassar la rebel·lió. El govern va declarar l'estat de guerra a Catalunya i l'exèrcit, comandat pel general Batet, va ocupar el palau de la Generalitat. Hi va haver més de 3.500 detinguts, entre els quals hi havia tots els membres del govern de la Generalitat i tots els alcaldes, diputats i regidors que havien donat suport a la insurrecció, així com els dirigents més destacats del partit i dels sindicats d'esquerres. Azaña, que era a Barcelona, també va ser empresonat.

#### La crisi del segon bienni
Les conseqüències de la revolució d'octubre van ser notables. La CEDA va augmentar la seva influència en el govern i es va mostrar partidària d'aplicar les condemnes de rigor i a procedir a una reorientació de la política del govern. Es van tornar les propietats als jesuïtes i es va nomenar José María Gil-Robles y Quiñones ministre de Guerra, i Francisco Franco, cap de l'estat major. El juliol del 1935, la CEDA va presentar un projecte per modificar la Constitució que recollia la revisió de les autonomies, l'abolició del divorci i la negació de la possibilitat d'expropiar terres.
A la tardor del 1935 va esclatar una forta crisi de govern. El Partit Radical es va veure afectat per un seguit d'escàndols de corrupció, com el cas de l'estraperlo i els casos de malversació de fons per part de diferents polítics radicals (cas Nombela). Aquests escàndols van agreujar les diferències a l'interior de la coalició governamental. Els radicals de Lerroux havien perdut la legitimació per a governar i es feia imprescindible un relleu en el poder. Gil Robles va intentar que el nomenessin president del govern per poder aplicar sense entrebancs el programa del seu partit, però Alcalá Zamora s'hi va negar i, a la darreria del mes de desembre, va decidir convocar noves eleccions legislatives per al febrer del 1936.

### El Front Popular (1936)

#### Les eleccions del 16 de febrer de 1936
En aquestes eleccions, l'esquerra s'havia reorganitzat: el Partit Socialista (PSOE), la Izquierda Republicana de Manuel Azaña, la Unió Republicana de Diego Martínez Barrio, el Partit Comunista d'Espanya (PCE) i els nacionalistes gallecs (ORGA) i catalans (ERC) es van presentar a les eleccions com a Front Popular. Els nacionalistes del País Basc hi simpatitzaven i l'important sindicat anarquista Confederació Nacional del Treball (CNT) trencà el seu apoliticisme per demanar el vot per al Front Popular, mentre que els partits de dretes es presentaren desunits. A Catalunya, les dretes sí que s'organitzaren, en l'anomenat Front Català d'Ordre.
A Espanya, les eleccions del 16 de febrer de 1936 són guanyades de forma aclaparadora pel Frente Popular, mentre a Catalunya guanyà el Front d'Esquerres. La victòria de les esquerres es produí per una conjunció de factors: la desqualificació del Partit Radical de Lerroux, la massiva participació electoral dels anarquistes i la divisió d'unes forces de dreta fraccionades entre el Bloque Nacional (successora de Renovación Española) de José Calvo Sotelo i la CEDA de Gil Robles.
A Catalunya, les eleccions de febrer van ser guanyades pel Front d'Esquerres de Catalunya, que s'enfrontava al Front Català d'Ordre, liderat per la Lliga Catalana. La victòria de les esquerres va suposar la llibertat immediata per a Lluís Companys i la resta dels detinguts pels esdeveniments del 1934. Al Parlament, es mantenia un esperit de no-agressió entre la Lliga i ERC, però al carrer les actituds es radicalitzaven entre els seguidors dels diversos partits i s'esperava que d'un moment a l'altre es produís un cop d'estat.

#### Cap a l'alçament militar

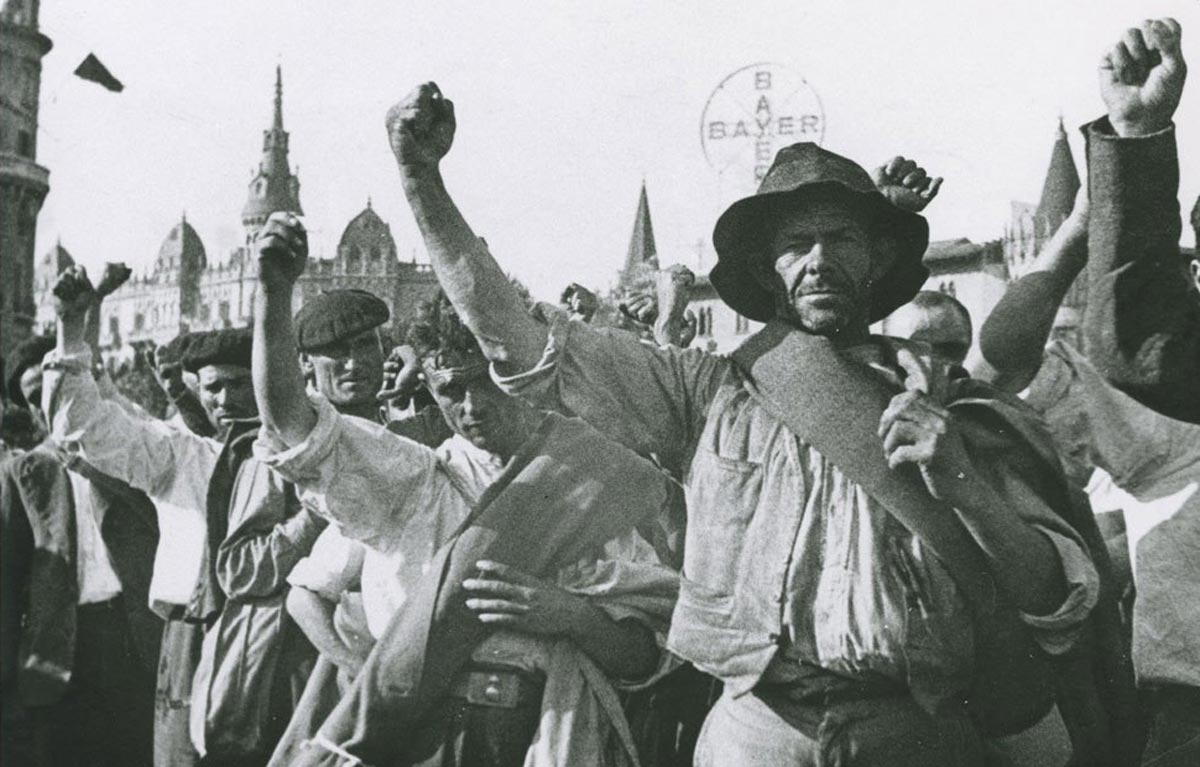
Milicians republicans al juliol de 1936 a la plaça de Catalunya fent la salutació revolucionària

Manuel Azaña fou escollit nou president de la República i Casares Quiroga fou nomenat nou cap de govern, del qual no van formar part els socialistes, perquè estaven dividits entre els partidaris de Francisco Largo Caballero, aclamat com el Lenin espanyol i procliu a realitzar una transformació revolucionària de la societat, i els socialistes moderats, partidaris d'Indalecio Prieto, favorable a col·laborar amb els partits burgesos.
El nou president de la República, Azaña, un liberal partidari de la reforma gradual i del procés democràtic, era odiat intensament per part de la dreta espanyola, que recordava la retallada del pressupost de l'exèrcit i el tancament de l'acadèmia militar quan era ministre de guerra (1931). A la dreta, el monàrquic José Calvo Sotelo va reemplaçar José María Gil-Robles com a portaveu de la CEDA al Parlament. A Catalunya, Companys tornà al capdavant de la Generalitat. El general Francisco Franco és destituït de la jefatura de l'estat major i enviat a les Canàries, el general Manuel Goded és desplaçat i enviat a les Balears, i el general Emilio Mola Vidal és destituït com a jefe superior de las fuerzas militares de Marruecos i és enviat a Pamplona. D'aquesta manera, el nou govern pretenia dissuadir els militars de la temptativa d'un cop d'estat.
A partir dels mesos de febrer i març de 1936, el Front popular i les dretes seguiren camins diferents: la dreta inicià el camí de la conspiració per guanyar allò que havia perdut a les urnes, mentre que a l'esquerra PSOE, UGT i comunistes es radicalitzen i ocupen finques agràries. Tothom es preparava, com deia el dirigent falangista José Antonio Primo de Rivera: «ha llegado el momento de la dialéctica de los puños y las pistolas». La Falange Espanyola fou il·legalitzada i José Antonio Primo de Rivera, el seu cap, fou detingut. En l'exèrcit també es visqué la divisió política: per una banda, la Unión Militar Española preparava el cop d'estat i es triava, l'abril del mateix any, com a director del futur cop d'estat el general Emilio Mola Vidal; a l'altre extrem, es formà la Unió Militar Republicana Antifeixista.
El 12 de juliol de 1936, José del Castillo Sáenz de Tejada, membre del Partit Socialista i oficial de la guàrdia d'assalt, fou assassinat a prop de Madrid per uns falangistes quan sortia a patrullar. En revenja, l'endemà, el líder de l'oposició conservadora, José Calvo Sotelo, va ser assassinat per una unitat de la guàrdia d'assalt. Aquests assassinats foren els catalitzadors de la guerra civil. El 17 de juliol s'inicià la sublevació militar a Melilla. Entre els dies 17 i 20 de juliol de 1936, es produí la insurrecció militar (la fase de pronunciamiento) que inicià la guerra civil més cruenta de la història contemporània d'Espanya. La insurrecció militar del 17 al Marroc es va estendre per moltes guarnicions militars: Manuel Goded Llopis prengué el poder a les Illes Balears, el general Francisco Franco a les Canàries, Queipo de Llano a Sevilla i Emilio Mola, principal planificador de la revolta, a Pamplona.

## La Segona República durant la Guerra Civil (1936-1939)

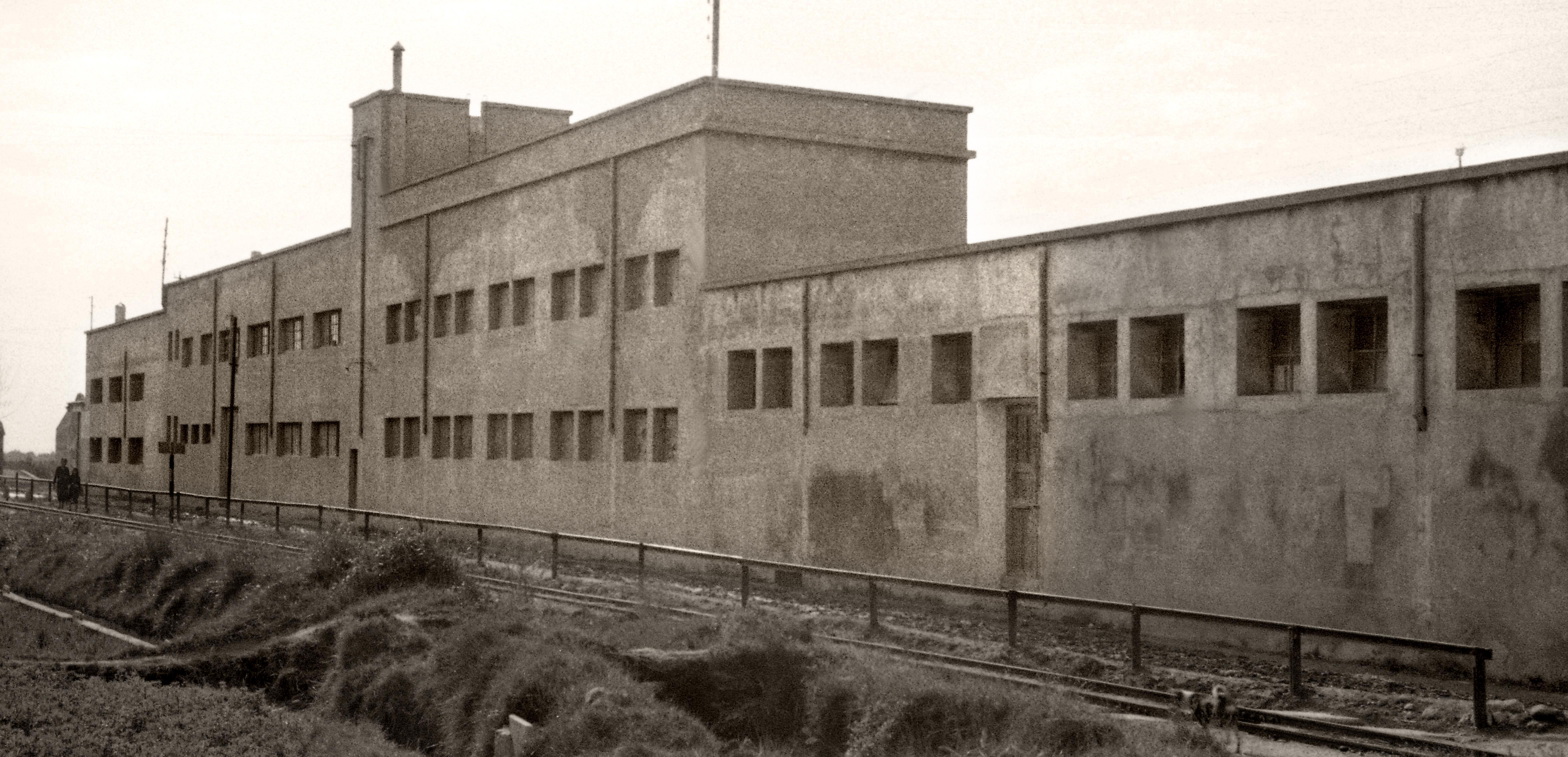
Fàbrica d'armes d'Alginet

Arran del caos produït per la insurrecció militar al Marroc, el president del govern espanyol, Santiago Casares Quiroga, dimiteix i ocupa el càrrec Diego Martínez Barrio, que intentà reconduir la situació. Hi ha qui creu que és un pronunciament més, com molts ocorreguts al segle xix. A Barcelona, la matinada del 19 de juliol, el general Álvaro Fernández Burriel i una part de la guarnició deixen la caserna de Pedralbes i s'encaminen al centre de la ciutat, complint les ordres que des de Pamplona els dicta el general Emilio Mola. Les tropes, acompanyades d'algun falangista, es dirigiren al centre de la ciutat. Però, els plans contrainsurgents de la Generalitat feren fracassar el cop gràcies a la força combinada dels guàrdies d'assalt, els carrabiners, els mossos d'esquadra, els habitants de Barcelona i, més tard, la guàrdia civil. Igual que a Barcelona, la insurrecció fracassà a Madrid, València i Bilbao. Tanmateix, hi hagué altres punts de l'estat en què els militars aconseguiren el poder. Així començà el que per a alguns serà la Guerra Civil espanyola i per a altres una revolució: el govern es veié obligat a lliurar les armes al poble, la Generalitat decretà la creació de les milícies ciutadanes per Catalunya (dia 21), Lluís Companys cedí l'autoritat al Comitè Central de milícies antifeixistes (dia 22), s'organitzaren columnes per alliberar zones sota control militar, i fins i tot es buiden les presons de delinqüents comuns i presos polítics, i es tornaren a omplir amb persones de dreta, religiosos, militars i gent de missa. En els mesos inicials, els comitès locals (que es van unir tots les organitzacions obreres i republicanes) van prendre el control dels pobles i ciutats de Catalunya, amb els serveis de comunicació (transports, telègraf, telèfon) i fàbriques industrials col·lectivitzats per tot arreu de Catalunya i também en País Valencià i Aragó, alhora que els camperols s'han expropriat més que la meitat de las terras rurals en la zona republicana (més que 70% a Catalunya).
Els darrers dies de juliol, les milícies catalanes ja s'encaminen cap al front d'Aragó. La CNT i el Partit Obrer d'Unificació Marxista (POUM) boicotejaren els reclutaments de soldats; pensen que al front, per fer la revolució, només ha d'haver-hi voluntaris.
El 4 de setembre de 1936, la presidència del govern va passar a mans del socialista Largo Caballero. Al País Basc, el govern de la República els donà l'autonomia l'1 d'octubre de 1936, i fou escollit com a lehendakari en José Antonio Aguirre.
El 4 de novembre del 1936, la CNT s'uní al govern de Largo Caballero, mentre que el govern de Madrid es traslladà a València i es constituïen unes Juntes de Defensa Nacional encapçalades pel general Miaja, que encarregà l'organització de l'estat major a Vicente Rojo.
Al final de març de l'any 1937, davant la desorganització en el bàndol republicà i les victòries franquistes a Huelva, Badajoz, Donostia, Toledo, Oviedo i Màlaga, són reclutades les quintes del 34 i 35 (que llavors tenien vint-i-tres i vint-i-dos anys) per a la formació d'un exèrcit regular i disciplinat, el popular republicà. Però el bàndol republicà continuà dividit. Un exemple, considerat gairebé com una guerra civil dins la Guerra Civil, són els anomenats fets de maig, que van enfrontar les forces anarquistes i el POUM contra la Generalitat i els sectors comunistes. A Catalunya, el POUM acabaria sent il·legalitzat i els seus dirigents detinguts el 16 de juny, 5 dies abans de l'assassinat del seu líder, Andreu Nin.
Aquests fets, així com l'aliança entre republicans, ala dreta dels socialistes i comunistes, fan que Largo Caballero sigui succeït per Juan Negrín, en el càrrec de president del govern espanyol. Mentrestant, el bàndol franquista conquereix Bilbao, Santander i Gijón, i trenca el front d'Astúries. El govern de la República s'acaba traslladant de València a Barcelona per l'avenç de les tropes del general Franco.
La situació de la guerra s'anava decantant cap al bàndol franquista, mentre que de mica en mica va desintegrant-se el bàndol republicà i reduint-lo a dues zones: l'una, la de Catalunya, i l'altra, la del centre, amb les ciutats de Madrid i València, aïllades. El govern republicà continua reclutant quintes per al front, fins que el 10 de març de 1938 li toca a la del 40, és a dir, a la dels nois que l'any 1940 tindrien vint-i-un anys. La situació al front d'Aragó precipita la seva incorporació quan només tenen entre divuit i dinou anys. Un mes i escaig més tard, són reclutats els de la quinta del 41, és a dir, els que tenen entre disset i divuit anys; són la quinta del biberó.
El 28 de febrer de 1939, pràcticament desfet el bàndol republicà i consumant-se ja la retirada, els governs de França i del Regne Unit reconeixien l'Espanya del General Franco. A més, Manuel Azaña dimití com a president de la República i el govern republicà decidí exiliar-se a França per l'ocupació franquista de Catalunya. Després de la caiguda de València, l'1 d'abril en un escuet però demolidor "parte" radiofònic Franco donava per finalitzada la guerra.